# Wan Hu
Wan Hu (万户 o 万虎) es un personaje legendario chino, presuntamente del año 2000 a. C., o según otros relatos, perteneciente a la época de la dinastía Ming (siglo XVI). Fuentes del siglo XX lo describen como el primer "astronauta del mundo" al haber intentado llegar al espacio exterior propulsado por cohetes.

## La Leyenda de Wan Hu

### "Wang Hu"
Una primera referencia de la historia de Wan Hu apareció citada en un artículo de John Elfreth Watkins, publicado el 2 de octubre de 1909 en la revista Scientific American, pero utilizando el nombre Wang Tu en vez de Wan Hu:
"La tradición afirma que el primero en sacrificarse en aras del problema del vuelo fue Wang Tu, un chino mandarín de aproximadamente 2000 años antes de Cristo. Wan Tu construyó un par de grandes cometas paralelas y horizontales, y se sentó en una silla fijada entre las dos cometas, mientras que cuarenta y siete encargados, cada uno con una vela, encendían cuarenta y siete cohetes colocados debajo del aparato. Pero el cohete situado bajo la silla explotó, quemando al mandarín y provocando el enfado del Emperador que ordenó un severo castigo para Wang."
El texto, posiblemente burlesco, está relacionado con muchas otras historias ficticias de aviadores antiguos. Debe señalarse que una fecha tan temprana como el 2000 antes de Cristo es anterior a la aparición de la escritura en China en tres o cuatro siglos, y que la invención de la pólvora utilizada en los cohetes no se produciría hasta aproximadamente 3000 años después.

### "Wan Hu"
La leyenda de "Wan Hu", sin referencias de su origen, fue ampliamente difundida en la obra Cohetes y Jets del autor estadounidense Herbert S. Zim publicada en 1945. Otro libro del mismo año, obra de George Edward Pendray, lo describe como un "cuento repetido a menudo en aquellos primeros tiempos." La mayoría de las autoridades consideran la historia apócrifa.
"A comienzos del siglo XVI, Wan decidió aprovechar que China estaba adelantada en la tecnología de los cohetes y los fuegos artificiales para propulsarse él mismo al espacio exterior. Presuntamente dispuso de una silla construida con cuarenta y siete cohetes sujetos a ella. El día del lanzamiento, Wan, esplendidamente vestido, subió a su silla-cohete y cuarenta siete criados encendieron las mechas de los cohetes, y se pusieron rápidamente a cubierto. Entonces se produjo una explosión enorme. Cuando el humo se aclaró, Wan y la silla habían desaparecido, y se dice que nunca más se le volvió a ver."

## En la cultura popular
- En 2004, un episodio de la serie televisiva MythBusters, realizó un intento de recrear el vuelo de Wan Hu utilizando materiales similares a los disponibles en su época. La silla explotó en la plataforma de lanzamiento, produciendo en el maniquí de pruebas utilizado quemaduras severas. También se realizó otro intento utilizando una silla con cohetes modernos; aun así, el incontrolable artefacto demostró que había demasiadas complicaciones como para que pudiera haber tenido éxito.
- En un programa sobre invenciones de la Televisión Central China (Tiān Gōng Kāi Wù (天工开物)), se comprobó que Wan Hu solo hubiera sido capaz de ascender poco más de 30 cm utilizando los cohetes de su época. En otras versiones chinas de la historia de Wan Hu, se le describe como un infortunado pionero del vuelo espacial tripulado, que murió quemado debido a la explosión causada por los cohetes, en vez de llegar a ser el primer astronauta de la historia.
- En el BioWare Jade Empire, el jugador puede leer acerca de un personaje llamado "Cao Shong", que ata cohetes a una silla en un intento de volar. La silla explota, matándole.
- En la película infantil Kung Fu Panda del año 2008. El protagonista, Po, al inicio de la película se sienta en una silla de cohetes para poder ver el festival del Palacio de Jade referenciando a Wan Hu.

## Eponimia
- El cráter lunar Wan-Hoo lleva este nombre en su memoria.[4]